# Nourard-le-Franc
Nourard-le-Franc é uma comuna francesa na região administrativa de Altos da França, no departamento de Oise. Estende-se por uma área de 11,48 km². Em 2010 a comuna tinha 329 habitantes (densidade: 28,7 hab./km²).